# Asiotmethis muricatus
Asiotmethis muricatus is een rechtvleugelig insect uit de familie Pamphagidae. De wetenschappelijke naam van deze soort is voor het eerst geldig gepubliceerd in 1771 door Pallas.